# موزه پلیس سلطنتی مالزی
موزه پلیس سلطنتی مالزی (مالایی: Muzium Polis Diraja Malaysia) یک موزه است که تاریخچه پلیس سلطنتی مالزی را به نمایش گذاشته است، و در کوالا لامپور، مالزی واقع شده است. موزه شامل نمایشگاه‌هایی از پیشینه پلیس سلطنتی مالزی، از زمان ایجاد آن در دوران حکومت استعماری بریتانیا تا دههٔ ۱۹۷۰ است. هر روز به غیر از روز دوشنبه، از ساعت ۱۰ صبح تا ۱۸ عصر باز بوده و بازدید از آن رایگان است.

## پیشینه ساختمان
موزهٔ اصلی چوبی پلیس سلطنتی مالزی در سال ۱۹۵۸، تحت نظارت رئیس مرکز آموزش پلیس، پی.بی. گری والر ساخته شد. مجموعه‌های ابتدایی، اطلاعات آموزشی مرکز آموزشی پلیس را به نمایش گذاشته بودند. موزهٔ سلطنتی پلیس مالزی کمی بعد در روز ۹ ژانویه ۱۹۶۱، توسط اعلیحضرت سومین یانگ دی‌پرتوان آگونگ هارون پوترای پرلیس، به صورت رسمی افتتاح شد.
برای تطبیق سازی با تعداد آثار در حال افزایش، بازرس کل پلیس، تان سری محمد حنیف عمر، در روز ۱۶ اکتبر ۱۹۸۳ موضوع انتقال موزه به مکانی دیگر در کوالا لامپور را مطرح کرد. ساخت و ساز ساختمان در مکان جدید، در روز ۱۸ فوریه ۱۹۹۳ شروع شد و بعد از چهار سال، با هزینه ای بالغ بر ۴٫۹ میلیون رینگیت برای ساخت عمارت و ۲٫۹ میلیون رینگیت برای طراحی داخلی ساختمان، به پایان رسید. معاون نخست‌وزیر آن موقع، داتو سری عبدالله احمد بداوی در ماه ژوئیه ۱۹۹۸ با یک افتتاحیهٔ باشکوه از موزهٔ جدید رونمایی کرد.

## نمایشگاه
موزه پلیس سلطنتی، بر اساس حروف، به سه گالری تقسیم شده است.
گالری ای (A)
این گالری نشان می‌دهد که در سابق، در دوران آغازین سلطنت مالزی، چگونه امور مربوط به پلیس انجام می‌شد، به‌طور مثال، در چه موقعیتی تمنگونگ، با اینکه مسئولیتهای زیادی بر عهده داشت، نقش فرماندهی پلیس و مدیریت زندان را انجام می‌داد.
با قدم زدن در میان ماکتهای خیابان‌های قدیم مالاکا، در مورد امور پلیسی در دوران استعمار پرتغال و هلند، قبل از ورود به دوران استعمار بریتانیا که پلیس سلطنتی مالزی امروز از آن منشأ گرفته است، آگاه می‌شوید.
گالری بی (B)
این گالری، جزئیاتی را در مورد امور پلیس در دوران مالایا و شهرک‌های تنگه (پنانگ، ملاکا، سنگاپور)، ایالات فدرال مالایا (سلانگور، پراک، پاهانگ، نگری سمبیلان)، ایالات غیرفدرال مالایا (کداح، پرلیس، کلانتان، ترنگانو) صباح و ساراواک ارائه کرده است.
گالری سی (C)
این گالری، دوران وضعیت فوق‌العاده در مالایا را پوشش می‌دهد و فداکاری‌ها و مبارزات ضدکمونیستی و موفقیت شاخهٔ ویژهٔ پلیس در کمک به ناکامی معاند سمج را، تشریح می‌کند.

## حمل و نقل عمومی
موزه به فاصلهٔ مدت زمانی پیاده‌روی از سمت غرب ایستگاه قطار کوالا لامپور، در دسترس است.

## موقعیت
موزه پلیس سلطنتی مالزی، پلاک ۵، جالان (خیابان) پردانا، ۵۰۴۸۰ کوالا لامپور